# Associazione Irrigazione Est Sesia
L'Associazione Irrigazione Est Sesia è un consorzio di irrigazione e bonifica, inquadrato giuridicamente come consorzio privato di interesse pubblico. Oggi gestisce buona parte dei canali che irrigano la pianura risicola novarese e lomellina.

## Storia

### Anni '20
L'Est Sesia nasce nel 1922 per volere dell'ingegner Giuseppe Garanzini come Società Anonima Cooperativa; dal 1926 l'Est Sesia prende il titolo di consorzio irriguo.
Nel 1929 l'Est Sesia ottiene la gestione dei canali del comprensorio.

### Anni '70
Nel 1973 ottiene in concessione dal Demanio la gestione del Canale Regina Elena.
Nel 1977, la legge 984 del 27 dicembre (legge Quadrifoglio) trasferisce la gestione dei canali demaniali alla Regione, che a sua volta la trasferisce ai consorzi irrigui competenti sul territorio. Di conseguenza, nel 1978 l'Associazione Irrigazione Est Sesia e l'Associazione d'Irrigazione Ovest Sesia costituiscono la Coutenza Canali Cavour. Questo ente, che ha sede amministrativa a Novara e legale a Vercelli, oltre che del canale Cavour si occupa della gestione degli altri canali di interesse comune presenti nell'area (Naviglio d'Ivrea, Canale Depretis)[2].

## Il territorio
Il Consorzio storicamente opera nella pianura novarese-lomellina ma negli ultimi anni il territorio di competenza, per volere delle Regioni Piemonte e Lombardia, si è espanso notevolmente. Attualmente il Consorzio opera su una superficie complessiva di oltre 300.000 ettari suddivisi su 5 province (Novara, Vercelli, Pavia Alessandria e Verbano Cusio Ossola) e 254 comuni.
Le caratteristiche principali di questo territorio sono molteplici; vi è presente un numero elevato di acque superficiali e sotterranee. Questi fattori hanno sviluppato l'irrigazione delle risaie mediante la realizzazione dei canali (detti anche cavi), che vengono controllati dall'Est Sesia. Fattore molto importante è anche la presenza del Lago Maggiore, fonte di approvvigionamento nei casi di secca delle acque del Po, che vengono distribuite dal canale Cavour (Diramatore Quintino Sella, Diramatore Vigevano); le acque del lago vengono condotte in pianura mediante il canale Regina Elena ed il Diramatore Alto Novarese.
La Lomellina, regione storico-geografica italiana, vanta la presenza di molti torrenti e colatori naturali, che portano le acque del Basso Novarese verso il Po, irrigando le risaie circostanti.